# Posvećenje proljeća
Posvećenje proljeća (fracuski: Le Sacre du printemps, ruski Весна священная, Vesna svjaščennaja) je balet Igora Stravinskog iz 1913. Dok prijevod s ruskog doslovno znači Sveto proljeće, hrvatski je, kao i engleski naziv, izveden iz francuskog naslova pod kojim je prvi put izveden. Balet je podnaslovljen kao Slike iz poganske Rusije (francuski: Tableaux de la Russie païenne). 

## Teme
Posvećenje proljeća je serija epizoda koje prikazuju divlji poganski proljetni ritual, kako je rekao sam Stravinski.
Dio I: Divljenje Zemlji
- Uvod  Arhivirana inačica izvorne stranice od 29. rujna 2011. (Wayback Machine)
- Negovještaoci proljeća (Plesovi mladih djevojaka)  Arhivirana inačica izvorne stranice od 29. rujna 2011. (Wayback Machine) (Les augures printaniers, Danses des adolescentes)
- Ritual otimanja  Arhivirana inačica izvorne stranice od 29. rujna 2011. (Wayback Machine) (Jeu du rapt)
- Proljetna kola (kolo)  Arhivirana inačica izvorne stranice od 29. rujna 2011. (Wayback Machine) (Rondes printanières)
- Ritual rivalitetnih plemena  Arhivirana inačica izvorne stranice od 29. rujna 2011. (Wayback Machine) (Jeu des cités rivales)
- Procesija mudraca  Arhivirana inačica izvorne stranice od 29. rujna 2011. (Wayback Machine) (Cortège du sage)
- Mudrac (Divljenje Zemlji) (Le sage)
- Zemljin ples  Arhivirana inačica izvorne stranice od 29. rujna 2011. (Wayback Machine) (Danse de la terre)

Dio II: Žrtva
- Uvod  Arhivirana inačica izvorne stranice od 29. rujna 2011. (Wayback Machine)
- Mistični krugovi mladih djevojaka  Arhivirana inačica izvorne stranice od 29. rujna 2011. (Wayback Machine) (Cercles mystérieux des adolescentes)
- Glorifikacija Izabranog  Arhivirana inačica izvorne stranice od 29. rujna 2011. (Wayback Machine) (Glorification de l'Élue)
- Reinkarnacija predaka  Arhivirana inačica izvorne stranice od 29. rujna 2011. (Wayback Machine) (Évocation des ancêtres)
- Ritual predaka (Action rituelle des ancêtres)
- Žrtveni ples (Izabrani)  Arhivirana inačica izvorne stranice od 29. rujna 2011. (Wayback Machine) (Danse sacrale (l'Élue))

## Instrumentacija
Posvećenje proljeća napisan je za neobično velik orkestar. Orkestar se satoji od pikola, 3 flaute, alto flaute, 4 oboe, engleskog roga, klarineta u D ili Es, 3 klarineta u A ili B, bas klarineta, 4 fagota, 2 kontrafagota, 8 rogova (7. – 8. i na tenor Wagnerovim tubama), pikolo trube, 4 trube, bas trube, 3 trombona, 2 bas tube, timpani, bas bubanj, trokut, tamburin, tam-tam, güiro, krotali, činele i gudala.

## Vanjske poveznice
- ClassicalNotes.net
- Multimedia Web Site  Arhivirana inačica izvorne stranice od 22. lipnja 2009. (Wayback Machine) Keeping Score: Revolutions in Music: Stravinsky's The Rite of Spring